# Аугенталер, Клаус
Кла́ус А́угенталер (нем. Klaus Augenthaler; 26 сентября 1957, Фюрстенцелль, ФРГ) — немецкий футболист, играл на позиции защитника.

## Карьера
Всю жизнь оставался предан мюнхенской «Баварии», провёл в клубе 15 лет. Семь раз становился чемпионом ФРГ и трижды выигрывал кубок страны. Семь лет был капитаном «Баварии». Всего за клуб провёл 551 матч и забил 74 мяча. На футбольном поле занимал позицию центрального защитника, а также либеро. Со сборной ФРГ выигрывал чемпионат мира и становился серебряным призёром.
По окончании карьеры входил в тренерский штаб «Баварии», тренировал вторую команду. По три сезона тренировал австрийский ГАК и «Нюрнберг». С 2003 по 2005 годы помогал леверкузенскому «Байеру» справиться с трудностями. В сезоне 2006/07 тренировал «Вольфсбург», но ничем не отметился.
24 апреля 1991 года в матче против «Црвена Звезда» именно автогол Клауса Аугенталера на последних минутах оставил баварцев без финала Кубка европейских чемпионов.
Аугенталер — единственный тренер немецкой Бундеслиги, сделавший в ходе одного матча 4 замены. 18 мая 1996 года, в последней игре сезона против «Фортуны» из Дюссельдорфа он замещал наставника «Баварии» Франца Беккенбауэра. В перерыве Аугенталер заменил трёх полевых игроков, а также выпустили на поле Михаэля Пробста вместо Оливера Кана. Судья матча Лутц Вагнер не заметил ошибки тренера, и матч закончился со счётом 2:2. Впрочем, «Фортуна» не стала обжаловать результат матча, так как к последнему туру обе команды решили свои турнирные задачи.

## Достижения

### Командные
«Бавария»
- Чемпион ФРГ (7): 1979/80, 1980/81, 1984/85, 1985/86, 1986/87, 1988/89, 1989/90
- Обладатель Кубка ФРГ (3): 1981/82, 1983/84, 1985/86
- Обладатель Суперкубка ФРГ (2): 1987, 1990

Сборная ФРГ
- Чемпион мира: 1990
- Серебряный призёр чемпионата мира: 1986

### Личные
- Входит в команду сезона Бундеслиги (2): 1984/85, 1988/89